# Илија Чавчавадзе
Принц Илија Чавчавадзе (груз. ილია ჭავჭავაძე; 8. новембар 1837 — 12. септембар 1907) био је грузијска јавна личност, новинар, издавач, писац и песник који је предводио оживљавање грузијског национализма током друге половине 19. века и обезбедио опстанак грузијског језика, књижевности и културе током последње деценије царске владавине Русије. Он је Грузијски „најцењенији херој“  и сматра се „оцем нације“.
Био је вођа савременог омладинског интелектуалног покрета под називом "Tergdaleulebi". Они су ширили модерне и европске либералне идеале у Грузији. Илија Чавчавадзе је основао две модерне новине: Sakartvelos Moambe и Iveria. Играо је важну улогу у стварању прве финансијске структуре у Грузији – Земљишне банке Тбилисија. Током 30 година био је председник ове банке, преко које је финансирао и промовисао већину културних, образовних, привредних и добротворних догађаја који су се одржавали у Грузији.
Настављајући просветни рад започет је у Цариграду од стране Петра Кариширашвилија и Слуга Безгрешног Зачећа, Илија Чавчавадзе је такође учествовао у оснивању „Друштва за ширење писмености међу Грузијцима“ – организације која је оснивала школе у којима се предавало на грузијском језику. Ово је било кључно за заустављање политике русификације Руског царства у Грузији.
Инспирисан савременим либералним покретима широм Европе, Чавчавадзе је велики део својих напора усмерио ка буђењу националних и либералних идеала међу Грузијцима. Чавчавадзе је био аутор бројних чланака који су објављени у његовом листу Иверија, као и у другим часописима који су излазили у Грузији. Чавчавадзе је у својим чланцима расправљао о књижевности, образовању, позоришту, политици, економији, актуелним темама. Његови погледи на самоуправу, правосудни систем, социјална питања, људска права, права жена и грађански активизам били су испред свог времена и допринели су осећању националног идентитета Грузије. Био је одани заштитник грузијског језика и културе од русификације. Сматра се да је највише допринео грузијском културном и грађанском национализму.
Током руске револуције 1905. године Чавчавадзе је изабран за представника грузијског племства у царском државном савету Руске империје. Међутим, он је изјавио да ће представљати целу нацију, а не само једну друштвену класу. Залагао се против смртне казне и лобирао за аутономију Грузије.
Његова најзначајнија књижевна дела су: Пустињак, Дух, Отарантова удовица, Како разбојник, Срећни народ, Писма путника и Да ли је човек човек?!
Чавчавадзе је убијен у Цицамурију, близу Мцхете, од стране банде атентатора. Детаљи његовог убиства су још увек предмет расправе. Његово наслеђе му је донело велико дивљење грузијског народа. 1987. канонизован је као Свети Илија Праведни (წმინდა ილია მართალი, tsminda ilia martali) Грузијске православне цркве. Данас Грузијци поштују Чавчавадзеа као Некрунисаног краља (უგვირგვინო მეფე, ugvirgvino mepe) и „Оца нације“.

## Живот

### Порекло и рани живот
Илија Чавчавадзе је рођен у Кварелију, који се налази у долини Алазани, у провинцији Кахетија у Грузији, која је у то време била део Руске империје. Илија је био тавади, грузијска титула принца. Сматра се да је племићка породица Чавчавадзе потицала из области Пшав-Кевсурети у Грузији. 1726. године краљ Кохетије, Константин II, доделио је породици Чавчавадзе чин принца као признање за њихово витештво и храброст према нацији. То је довело до тога да се породица преселила и настанила у клисури Алазани у Кахетију.
Илија је био трећи син Григола Чавчавадзеа и Маријам Бебуришвили. Григол је, као и његов отац и његови славни преци, имао војно порекло. Он је, заједно са локалним милиционерима, штитио село од бројних дагестанских инвазија. Ово се може видети у архитектури куће музеју Илије Чавчавадзеа у Кварелију, која укључује стил средњовековног замка као двоспратни замак у дворишту, који је дизајниран да заштити кућу током инвазија.
Чавчавадзе се школовао на основном нивоу код сеоског ђакона пре него што се преселио у Тбилиси где је похађао престижну Академију за племство 1848. Међутим, од раног детињства, Илија је био под утицајем својих родитеља који су били високо образовани у класичној књижевности, грузијској историји и поезији. Од својих родитеља, Илија је научио инспиративне приче о грузијском херојству у класичним историјским романима. У својој аутобиографији, Илија се позива на своју мајку, принцезу Маријам Чавчавадзе, која је већину грузијских романа и песама знала напамет и подстицала своју децу да их проучавају. Илија је описао и утицај ђаконовог приповедања, које му је дало уметничко надахнуће, касније примењено у његовом романескном писању.
Илијина мајка Маријам умрла је 4. маја 1848, када је Илија имао десет година, а његов отац је замолио своју сестру Макрине да помогне у подизању деце. Тетка Макрине је имала значајан утицај на Илијин живот, јер је после 1852. године, када је Илијин отац Григол умро, она била једина преостала неговатељица породице.
Године 1848, након смрти принцезе Чавчавадзе, Илију је отац послао у Тбилиси да започне средње образовање. Илија је три године похађао приватну школу пре него што је 1851. године уписао Прву академију у Тбилисију. Убрзо након тога, Илијин отац је умро и тетка Макрине је бринула о породици. Његове средњошколске године биле су веома стресне, због очеве смрти. Међутим, породица Чавчавадзе претрпела је још један разоран ударац када је Илијин брат, Константин, убијен током дагестанског напада на Кахетију. Илија је своју муку и тугу изразио у једној од својих првих кратких песама под називом Туга сиромаха. Поред његових личних проблема, политичка ситуација у Грузији се погоршала под оштром влашћу Руске империје, која је играла деструктивну улогу по нацију и њену културу.

### Студентске године
Након што је дипломирао на академији, Илија је одлучио да настави школовање на Универзитету у Санкт Петербургу, Русија. Пре одласка у Санкт Петербург, Илија је 15. априла 1857. године компоновао једну од својих најистакнутијих песама, У планине Кварели, у селу Карданахи, у којој је изразио своје доживотно дивљење према Великом Кавказу и своју тугу због напуштања домовине.
Исте године Илија је примљен на Универзитет у Санкт Петербургу. Током студентских година у Европи су избиле бројне револуције које је Илија пратио са великим интересовањем. Илијина пажња била је усмерена на догађаје у Италији и борбу Ђузепеа Гарибалдија, коме се дивио дуги низ година. Док је био у Санкт Петербургу, Илија је упознао принцезу Катарину Чавчавадзе, од које је учио о поезији и лирици грузијског романтичара принца Николоза Бараташвилија. Због тешке климе у Санкт Петербургу, Илија се тешко разболео и вратио се у Грузију на неколико месеци 1859.
Илија се коначно вратио у Грузију након завршетка студија 1861. Током свог повратка, Илија је написао једно од својих највећих ремек-дела, Дневнике путника, у којима истиче важност изградње нације и даје алегоријско поређење планине Казбеги и реке Терек у региону Кхеви у Грузији.

### Политички живот
Илијини главни политички и друштвени циљеви били су засновани на грузијском национализму. Позивао је на отпор широм земље политици присилне русификације Романових, оживљавању грузијског језика и неговању грузијске књижевности. Чак и субверзивнији из перспективе државе, Чавчавадзе се такође залагао за оживљавање независности Грузијске православне цркве од контроле цара и Светог синода и, најсубверзивније, за политичку независност Грузије. Обе ове ствари су се завршиле када је Грузија постала део Руске империје.
Како је растао број присталица његових идеја, тако је расло и противљење Чавчавадзеу од стране бољшевичке и мењшевичке фракције Руске социјалдемократске радничке партије, а посебно Ное Жорданије. Главни циљеви СД-а били су усредсређени на рушење царске аутократије и на атеистичку и марксистичку трансформацију још увек уједињеног Руског царства. Ово није укључивало оживљавање грузијске цркве, државе, језика или изразито грузијског идентитета. Илија је посматран као буржоазија и као стари аристократа који није схватио важност револуционарне и атеистичке будућности.
Поред горе описаних дела, био је и оснивач и председник многих јавних, културних и просветних организација (Друштво за ширење писмености међу Грузијцима, „Банка племства”, „Драматско друштво”, „Историјско - етнографско друштво Грузије“ итд.). Био је и преводилац британске књижевности. Његова главна књижевна дела превођена су и објављивана на француском, енглеском, немачком, пољском, украјинском, белоруском, руском и другим језицима. Између 1906. и 1907. био је члан Државног савета (Государствена дума) у Русији. Његова еклектична интересовања такође су га довела до тога да буде члан, између осталих, Кавкаског комитета Географског друштва Русије, Друштва етнографије и антропологије Московског универзитета, Друштва оријенталиста Русије и Англо-руског књижевног друштва (Лондон).).

Принц Чавчавадзе је накратко био књижевни ментор младом Јосифу Стаљину, који је тада био православни богословац у Тбилисију. Према историчару Сајмону Сибагу Монтефјореу,
„Принц је био довољно импресиониран да својим уредницима покаже рад тинејџера. Дивио се Стаљиновом стиху, одабрао је пет песама за објављивање – право достигнуће. Принц Чавчавадзе је Стаљина назвао „младићем са горућим очима.“

## Смрт
Након што је био члан Горњег дома у првој руској Думи, Илија је одлучио да се врати у Грузију 1907. Дана 28. августа 1907. године, док је путовао са супругом Олгом из Тбилисија у Сагурамо, принц Илија Чавчавадзе је убијен из заседе од стране шесторице убица у малом селу Цицамури, у близини Мцхете.
Принчево убиство је виђено као национална трагедија и оплакивали су га сви слојеви грузијског друштва. Принц Акаки Церетели, који је у то време патио од озбиљних здравствених проблема, говорио је на сахрани и посветио изванредну беседу Илији: „Илијин непроцењив допринос оживљавању грузијског народа је пример за будуће генерације“.

### Теорије
Убиство Илије Чавчавадзеа и данас је контроверзно. Иако је совјетска влада касније оптужила царску тајну полицију, или Охрану, да је наручила атентат, у то време, најшире распрострањена сумња поставила је његово убиство на врата бољшевичке фракције Руске социјалдемократске радничке партије. Чавчавадзе је јавно и веома успешно поткопавао раст обе фракције Социјалдемократске лабуристичке партије. Штавише, православна хришћанска и друштвено конзервативна визија принца Чавчавадзеа за грузијски национализам и његова огромна популарност и утицај на грузијски народ можда су били додатни узроци. Историчар Сајмон Сибаг Монтефјоре сумња да је убиство принца Чавчавадзеа можда био редак пример сарадње између бољшевичке и мењшевичке фракције СДЛП-а, да је Јосиф Стаљин можда био барем тангенцијално умешан у убиство свог бившег издавача и књижевног ментора. Према Монтефиореу,
| „ | Бољшевичка позиција у Грузији била је поткопана убиством изузетно популарног принца Илије Чавчавадзеа у августу 1907. Бољшевици су напали његову патријархалну визију грузијске културе и, широко се веровало, одлучили да га убију. Постоје неки докази да су Стаљинови пријатељи Серго Орџоникидзе и Филип Махарадзе организовали или учествовали у атентату. Може бити да мењшевици уопште нису учествовали у убиству. Стаљин је у старости увек хвалио Чавчавадзеову поезију и нема доказа да је он наручио убиство, али је био веома близак са Сергом и свакако је био више него способан да одвоји књижевне заслуге од сурове нужде: политика је увек била на првом месту. | ” |

## Наслеђе
Као резултат Чавчавадзеове смрти, грузијске социјалдемократе, посебно мењшевици, почели су да добијају значајну моћ и подршку међу грузијским народом. На крају, након привременог повлачења Русије из Закавказја, грузијски мењшевици су одлучили да оживе грузијску државност и прогласили су независност 26. маја 1918. После совјетске инвазије на Грузију и анексије нације у Совјетски Савез 1921. године, Чавчавадзе је за грузијске националисте постао симбол грузијске слободе и националног ослобођења.
1987. године, Чавчавадзе је званично канонизован од стране Грузијске православне и апостолске цркве као „Свети Илија Праведник“.
У октобру 1987. године совјетски дисидентски интелектуалци су основали Друштво Илије Чавчавадзе, организацију која је промовисала грузијски културни препород и политичку аутономију.
Године 1989, током антисовјетских протеста у Тбилисију, песме, романи и политичка уверења принца Илије Чавчавадзеа постали су покретачка снага грузијске борбе за независност.
Идеја националног препорода, коју је Чавчавадзе проповедао и заговарао у разним грузијским друштвима током свог живота, добила је замах 1990. године. Михаил Сакашвили је 2002. године створио странку Уједињени национални покрет која је преузела политичко наслеђе Илије Чавчавадзеа и која је одиграла главну улогу у Револуцији ружа 2003. којом је свргнут проруски председник Едуард Шеварнадзе.
Стивен Кинзер је 1998. писао о широко распрострањеном дивљењу Чавчавадзеа широм политичког спектра: „Данас левичари у Грузији прихватају Чавчавадзеа због његове мржње према неправди, центристи га воле због његовог ненасилног хуманизма, а десничарски националисти су усвојили његов слоган "Домовина, језик, вера.“ 

## Дела
- Грузијска поезија: Руставели до Галактиона: двојезична антологија. Преводи Лин Кофин, уз асистенцију Гиа Јокхадзе, са уводом Додоне Кизирије. Славица, Блумингтон, Индијана, 2013.
- Georgische Dichter. Превео и саставио Артхур Леист, Дрезден-Лајпциг, 1887 (Песме Илије Чавчавадзеа и других грузијских песника, на немачком)
- Пустињак принца Илије Чавчавадзе. Превела са грузијског Марџори Вардроп, Лондон: Бернард Куарич, 1895.

## Литератаура
- Baron de Baie: Au nord de la chaine du Caucase souvenirs d'une mission", Paris, 1899 (in French)
- Baron de Baie: Tiflis souvenirs d'une mission, Paris, 1900 (in French)
- Companjen, Françoise J., "Between Tradition and Modernity". Amsterdam 2004, pp. 167–171 (in English)
- Leist, Arthur: Das georgische Volk, Dresden, 1903 (in German)
- Lehman-Haupt, C.F. : Reisen und Forschungen, Berlin, 1910, pp. 106–111 (in German)
- Reisner, Oliver: The Tergdaleulebi: Founders of Georgian National Identity. In: Ladislaus Löb, István Petrovics, György E. Szonyi (eds.): Forms of Identity: Definitions and Changes. Attila Jozsef University, Szeged 1994, pp. 125–37
- Wardrop, Oliver The Kingdom of Georgia, London, 1888, pp. 150–152